# 蓮ヶ原川
蓮ヶ原川（はすがはらがわ）は、埼玉県久喜市（久喜区域）を流れる準用河川である。

## 概要
本町（北側）・下早見（南側）などではかつての南埼玉郡久喜町（北側、現：久喜地区）・江面村（南側、現：江面地区）の町村界よりやや南側を流下していた。
また、蓮ヶ原川は蓮ヶ原落（はすがはらおとし）とも称されている。蓮ヶ原とは旧大字久喜新の小字である。蓮ヶ原という土地はもともと蓮の自生する湿地帯であったが、水田として開墾された地域であり、1927年（昭和2年）には耕地整理が行われた。
水源は主に新川用水の農業排水で、久喜市上早見の田園地帯に端を発する。上早見字新田付近を東へ流れ、途中で一旦暗渠となり、久喜地区消防本部や県道3号さいたま栗橋線を横断した後、久喜警察署北側にて開渠となる。途中の久喜自動車学校北側（久喜東6丁目付近）にて北東へ流路を変え、久喜東1丁目にて中落堀川に至り合流・終点となる。久喜市本町4丁目付近に管理起点がある。詳細な流路に関しては下記の流路節を参照されたい。

## 流路
- 水源：久喜市上早見の田園地帯。（水源は主に新川用水の農業排水）
- 上早見字新田付近を東南東へ流下する。（周辺の水路を集めながら流れる）
- 久喜地区消防本部の下を暗渠にて横断し、さいたま栗橋線を暗渠にて横断する。
- 久喜警察署北側にて開渠となる。
- 本町4丁目（北側）と上早見（南側）の境界を南東へ流れる。
- 久喜市立久喜南中学校北東50m付近で仏供田落を分水する。
- 本町3丁目（北側）と上早見（南側）の境界を南東へ流れる。
- 流域南側が上早見字駒より下早見字駒河内になった付近にて、それまでの南東方より南南東方へと流路を変え、本町3丁目（北側）と下早見（南側）の境界を流れる。
- 市役所通りを横断し南4丁目（北側）と下早見（南側）の境界を南南東へ流れる。
- 流域両岸が南4丁目となった付近より南東方面へと流路を変え、南4丁目・南3丁目・南2丁目を流下する。
- 南2丁目にて東北新幹線・東北本線を東へ横断する。
- 久喜東6丁目を南東へ流下し、久喜自動車学校北東側にて北東へ流路を変える。
- 東武伊勢崎線を横断し、久喜東5丁目を北東へ流れる。
- 六間通りを北側へ横断すると流路は東へと変わり、久喜東1丁目を東へ流下する。
- 中落堀川に至り合流・終点となる。
- 終点：中落堀川

## 橋梁
- 暗渠区間（埼玉県道3号さいたま栗橋線）
- （市道：南中通り）
- （市道：市役所通り）
- （埼玉県道87号上尾久喜線）
- （東北新幹線側道）
- 東北新幹線橋梁
- （東北本線）
- （東北本線側道）
- 東武伊勢崎線橋梁
- （埼玉県道85号春日部久喜線旧道）
- （埼玉県道85号春日部久喜線新道）
- （市道：六間通り）
- 東一橋

## 流域周辺所在の施設
- 新久喜総合病院
- 久喜地区消防本部
- 久喜警察署
- 法務局久喜支局
- 久喜市立久喜中学校
- 久喜市立久喜南中学校
- 埼玉県立久喜高等学校
- 本町三丁目集会所
- 久喜市公文書館
- 埼玉県立久喜図書館
- 久喜市役所
- 久喜市立中央幼稚園
- 久喜総合文化会館
- 東北新幹線
- 東北本線
- 久喜自動車学校
- 東武伊勢崎線
- 東久喜変電所
- 久喜東町郵便局
- 久喜市東公民館